# El milagro de las campanas
El milagro de las campanas (título original en inglés: The Miracle of the Bells) es una película dramática estadounidense de 1948 producida por RKO Pictures. Está protagonizada por Fred MacMurray, Alida Valli, Frank Sinatra y Lee J. Cobb. Dirigida por Irving Pichel, con un guion de Quentin Reynolds y Ben Hecht.
La película está basada en la novela más vendida de 1946, The Miracle of the Bells, de Russell Janney.

## Argumento
El agente de prensa de Hollywood Bill Dunnigan, que trabaja para un estudio de cine, llega en tren con el cuerpo de la actriz Olga Treskovna, a su ciudad natal de Coaltown, Pensilvania, llamada así por su industria de minería de carbón. En una voz en off narrada por Dunnigan, nos enteramos de que estaba enamorado de Olga, aunque nunca se lo dijo; tampoco nunca se descubre si ella lo amaba. La ha traído de regreso a Coaltown para honrar su solicitud en su lecho de muerte de ser enterrada allí. Se encuentra con la hostilidad del director de la funeraria local, quien está resentido con ella porque nunca terminó de pagar el entierro de su padre. Después de ser presionado por el director de la funeraria y el pastor de la iglesia católica de San Leo, más grande y prestigiosa, Dunnigan acude al padre Paul, el sacerdote de la iglesia polaca de San Miguel, más pequeña y pobre, de acuerdo con los deseos de Olga. Mostrando a Dunnigan dónde están enterrados los padres de Olga en el cementerio en lo alto de una colina, lejos del polvo de las minas, el P. Paul canta a capela, tanto en inglés como en polaco, la lastimera «Ever Homeward», la única canción de la película.
Luego comienza la historia principal en una analepsis, que muestra cómo seleccionan a Olga de un coro en un club nocturno para que sirva como suplente de una actriz de cine extremadamente temperamental que interpretará a Juana de Arco en una película. Dunnigan se da cuenta de que Olga tiene madera de actriz talentosa, y cuando la estrella de la película hace un berrinche y se marcha, logra convencer a Marcus Harris, el productor de la película, para que haga una audición para Olga, a pesar de que ella no había tenido experiencia cinematográfica. La prueba de pantalla es un éxito y Olga es elegida como Joan. Sin embargo, a medida que avanza el rodaje, muestra signos de estar gravemente enferma. Después de preguntarle a su médico sobre su salud, a Dunnigan se le informa en secreto que Olga tiene una forma grave y mortal de tuberculosis, probablemente causada por la inhalación del polvo de carbón donde creció. Desesperada por hacer algo por su ciudad natal que restaure el orgullo de sus ciudadanos amargados y desilusionados, Olga continúa con el rodaje y se derrumba una vez finalizado el rodaje. Llevada de urgencia a un hospital, muere con Dunnigan a su lado.
Para generar interés en la película, Dunnigan, afligido por el dolor, desesperadamente hace un truco publicitario, convenciendo a las cinco iglesias de Coaltown para que hagan sonar sus campanas durante tres días como tributo a la actriz muerta, pagándoles con cheques que no puede cubrir. Comienza a desarrollarse un gran interés en la historia de la actriz desconocida que dio su vida para completar la película, y Marcus Harris le envía a Dunnigan suficiente dinero para cubrir los cheques. Pero Harris llama a Dunnigan y le dice que ha decidido no estrenar la película, porque al público cinéfilo le podría molestar contemplar la llegada de una nueva estrella que ha muerto. Harris tiene la intención de reformular el papel y comenzar a filmar de nuevo.
El día del funeral de Olga, una multitud desbordante, entre la que se encuentra Dunnigan, entra en la pequeña iglesia local, que nunca ha estado tan llena. Mientras la multitud reza, se escucha un fuerte crujido y las estatuas de San Miguel y la Virgen María giran lentamente sobre sus pedestales hasta que se encuentran frente al ataúd de Olga. Los feligreses consideran esto como un milagro, aunque el P. Paul ya fue al sótano (para garantizar la seguridad de los feligreses) y determinó que el suelo se había movido, lo que provocó que los pilares que sostienen las estatuas debajo de la iglesia se movieran debido a la gran multitud. Dunnigan convence al padre Paul de no sofocar la fe de la gente de Coaltown. Marcus Harris, después de muchas desganas, decide estrenar la película, que se convierte en un gran éxito. P. Paul está abrumado por las donaciones a nivel nacional que ha recibido su iglesia y la oferta del estudio de cine de construir un hospital/clínica para combatir la enfermedad que le costó la vida a Olga.

## Reparto
- Fred MacMurray como William 'Bill' Dunnigan.
- Alida Valli como Olga Treskovna (acreditada como Valli).
- Frank Sinatra como el sacerdote, el padre Paul.
- Lee J. Cobb como Marcus Harris.
- Harold Vermilyea como Nick Orloff.
- Charles Meredith como el padre J. Spinsky.
- James Nolan como Tod Jones.
- Veronica Pataky como Anna Klovna.
- Philip Ahn como Ming Gow.
- Frank Ferguson como Mike Dolan.
- Frank Wilcox como el Dr. Jennings.
- Dorothy Sebastian como Miss Katie Orwin (sin acreditar).
- Michael Raffetto como Harold Tanby (sin acreditar).

## Producción
La película se puso en producción al mismo tiempo que Ingrid Bergman filmaba su propia Juana de Arco en Technicolor, que también fue estrenada por RKO en 1948. Irónicamente, la muy cara película de Bergman, aunque mucho más apreciada hoy en día, no fue un éxito en su estreno, a diferencia de la película ficticia de Juana de Arco representada en El milagro de las campanas.
Varias escenas exteriores se rodaron en Glen Lyon, Pensilvania, la ciudad minera en la que se basó la ficticia Coaltown de la novela y la película. Muchos de los extras de la película eran mineros reales que trabajaban para Glen-Alden Coal Company.

## Lanzamiento
La película tuvo dificultades de distribución en Inglaterra debido a un boicot contra las películas de Ben Hecht, debido a comentarios despectivos que Hecht había hecho sobre la presencia de Gran Bretaña en Palestina.
El estreno de la película fue único. Tuvo lugar el viernes 26 de marzo de 1948 en el entonces Park Theatre en Brownsville Road en la pequeña ciudad minera de carbón de Library, Pensilvania. Aunque la película no se filmó en la Library, se eligió la ciudad para albergar el estreno porque «se parecía más a una típica comunidad minera estadounidense, como la que se muestra en la película». Acompañando el estreno, una gran caravana escoltó a las estrellas de cine Charles Coburn, Ruth Warrick y Leo Carrillo hasta la ciudad de Library. Las estrellas visitaron el War Memorial justo al final de la calle del teatro, donde se dirigieron a la enorme multitud de lugareños que se presentaron para la pompa y celebración. El teatro sigue en pie hoy en día y, con el paso de los años, se ha convertido para otros usos, como un estudio de danza y un gimnasio de boxeo.

## Recepción
El milagro de las campanas fue descartada por los críticos y fue mencionada en el libro de cine satírico The Golden Turkey Awards, que se burlaba de la interpretación de Frank Sinatra del padre Paul. La revista Time criticó la película tras su estreno y declaró en su reseña, en referencia a la ficticia iglesia de San Miguel en la película, que «San Miguel debería demandar».

### Taquilla
La película registró una pérdida de 640 000 dólares.

## Adaptación radiofónica
El milagro de las campanas se presentó en Lux Radio Theatre el 31 de mayo de 1948. La adaptación fue protagonizada por MacMurray, Valli y Sinatra repitiendo sus papeles.